# Mats Jonson
Mats Jonson (* 1947 in Halmstad) ist ein schwedischer Physiker.

## Leben
Mats Jonson wurde 1993 zum Professor für Physik der kondensierten Materie an der Chalmers University of Technology ernannt. Seit 1996 ist er Mitglied der Königlich Schwedischen Akademie der Wissenschaften, seit 2007 Mitglied der Königlichen Gesellschaft der Wissenschaften in Göteborg und seit 2013 ausländisches Mitglied der Finnischen Akademie der Wissenschaften. Von 1997 bis 2005 war er Mitglied des Nobelkomitees für Physik der Akademie der Wissenschaften, dessen Vorsitzender er von 2001 bis 2003 war.